# San Vicente (Potosí)
San Vicente ist eine Ortschaft im Departamento Potosí im Hochland des südamerikanischen Anden-Staates Bolivien.

## Lage im Nahraum
San Vicente ist zentraler Ort im Kanton San Vicente und liegt im Municipio Atocha in der Provinz Sur Chichas. Die Ortschaft liegt auf einer Höhe von 4498 m und ist ein altes Minendorf, in dessen Umgebung Zink und Silber abgebaut werden. Die Minen liegen in der Hand von "Emusa", einem Minenkonsortium aus der kanadischen Firma Pan American Silver und der bolivianischen COMIBOL.

## Geographie
San Vicente liegt auf dem bolivianischen Altiplano im nördlichen Teil der Anden-Gebirgskette der Cordillera de Lípez. Das Klima der Region ist arid und weist ein Tageszeitenklima auf.
Die mittlere Jahrestemperatur der Region liegt bei etwa 4 °C (siehe Klimadiagramm San Vicente), mit einem Monatsdurchschnittswert von knapp unter 0 °C im Juni/Juli und 7 °C im Dezember und Januar. Der Jahresniederschlag beträgt niedrige 190 mm, wobei die Monate April bis Oktober nahezu niederschlagsfrei sind. Nur von November bis März fallen nennenswerte Niederschläge, mit einem Maximum von 50 mm Monatsniederschlag im Januar.

## Verkehrsnetz
San Vicente liegt in einer Entfernung von 369 Straßenkilometern südwestlich von Potosí, der Hauptstadt des gleichnamigen Departamentos.
Von Potosí aus führt die Nationalstraße Ruta 5 in südwestlicher Richtung 208 Kilometer bis Uyuni, von dort die Ruta 21 über weitere 96 Kilometer nach Südosten bis Atocha. Von Atocha aus führt eine Landstraße in südöstlicher Richtung entlang der alten Bahnlinie 23 Kilometer bis Escoriani und verlässt die Bahnlinie dann in südwestlicher Richtung. Sie erreicht nach dreizehn Kilometern Portugalete und nach weiteren 29 Kilometern San Vicente. Von dort aus führt eine unbefestigte aber recht gut ausgebaute Landstraße in südwestlicher Richtung in das 88 Kilometer entfernte San Pablo de Lípez.

## Bevölkerung
Die Einwohnerzahl des Ortes ist in den vergangenen beiden Jahrzehnten um mehr als die Hälfte angestiegen:
| Jahr | Einwohner   | Quelle       |
| ---- | ----------- | ------------ |
| 1992 | keine Daten | Volkszählung |
| 2001 | 50          | Volkszählung |
| 2012 | 724         | Volkszählung |
| 2024 |             | Volkszählung |

Die Region weist einen hohen Anteil an Quechua-Bevölkerung auf. Im Municipio Atocha sprechen 60,1 Prozent der Bevölkerung die Quechua-Sprache.

## Butch Cassidy und Sundance Kid
Auf dem örtlichen Friedhof steht eine Gedenktafel, die an den Tod von Butch Cassidy und Sundance Kid im Jahr 1908 in San Vicente erinnert. Angeblich wurden die beiden US-Banditen auf dem örtlichen Friedhof beigesetzt, nachdem sie einen Geldtransport nahe Tupiza überfallen hatten und in San Vicente mit ihrer Beute Rast eingelegt hatten. Im Jahr 1992 exhumierte man an der angegebenen Stelle die Gebeine der „US-Desperados“; der anschließende DNA-Test ergab jedoch, dass es sich bei den geborgenen Überresten um einen deutschen Ingenieur namens Gustav Zimmer handelte, einen Zeitgenossen der beiden Banditen. Das namenlose Grab ist jedoch weiterhin Ziel ausländischer Touristen, ohne dass die Ortschaft bisher Kapital daraus schlagen konnte.